# Miyake
miyake（ミヤケ、1980年10月2日 - ）は、日本の作詞家、作曲家、音楽プロデューサー。本名は三宅 光幸で、岡山県倉敷市出身。現在は無期限の活動休止中の「mihimaru GT」のメンバーで、ラップを担当していた。ビートニックス株式会社代表取締役社長。

## 来歴
2003年1月に、当時ボーカリストを目指していたhirokoと出会い2人組男女ユニット「mihimaru GT」を結成する。同年7月にメジャーデビューを果たす。
2006年11月に2歳年上の女性と結婚し、翌年の春に挙式を行う。
mihimaru GTではMC、ラップ、作詞、作曲および編曲を担当した。
2010年12月8日、miCKun（みっくん）名義でソロデビュー。
2015年7月、エフエム福岡にて新番組「LITTLE miyake KAZRUのサタデーナイトミストン」スタート。毎週土曜日25:00-25:30 OA。
2019年4月、エフエム福岡にて新番組「LITTLE miyake KAZRUのmusic miston」スタート。毎週木曜日20:25-20:55 OA。

## 音楽性
好きな音楽ジャンルはロック、ファンク、ソウル、R&Bで、好きなアーティストはジャミロクワイ、Chic、KC&ザ・サンシャイン・バンド、ORIGINAL LOVE、タワー・オブ・パワー、ケツメイシ、マルーン5、ニベア、THE MAD CAPSULE MARKETS、CRAZE、チャカ・カーン、アニタ・ベイカー、カニエ・ウェスト、スティーヴィー・ワンダー。

## 作品
miCKunの名義
シングル、アルバム共にユニバーサルミュージック (日本)

### シングル
| 枚  | 発売日        | タイトル           |
| --- | ------------- | ------------------ |
| 1st | 2010年12月8日 | 鏡花水月 feat.舞花 |

### アルバム
| 枚  | 発売日        | タイトル |
| --- | ------------- | -------- |
| 1st | 2011年1月12日 | D.N.A    |

### 提供楽曲
- BoA
  - Winding Road（オリジナルアルバム『VALENTI』、リミックスアルバム『Next World』に収録）
- SMAP
  - Over Flow（アルバム『SMAP 015/Drink! Smap!』収録）
- ウルトラキャッツ
  - ハナタバ（『ウルトラC』収録）
- YA-KYIM
  - BAKUROCK 〜未来の輪郭線〜
- SUPER☆GiRLS
  - EXIT（オリジナルアルバム『Celebration』収録）
  - ばぶりんスカッシュ!
- さくらシンデレラ
- 大橋彩香
  - にゃんだーわんだーデイズ（アルバム『犬と猫と彩香』収録）
- 柚原いづみ・風見くく
  - ハチャメチャバース
- アンミカ
  - アンミカーニバル（配信シングル。作詞をアンミカと共同制作）

## 出演

### 映画
- ドラえもん のび太の新魔界大冒険 〜7人の魔法使い〜（2007年） - 郵便配達員 役（声の出演）

### Webドラマ
- FLOWER SHOP DIARY 第1話 泥だらけの訪問者（2009年11月、レコチョク・music.jp・dwango.jp、ユニバーサルJFilm）